# Axel Ruiz
Axel Ruiz est un joueur français de volley-ball né le 25 avril 1991. Il mesure 1,90 m et joue attaquant.

## Clubs
| Club            | Pays   | De        | À         |
| --------------- | ------ | --------- | --------- |
| Narbonne Volley | France | 2009-2010 | 2009-2010 |
| Narbonne Volley | France | 2010-2011 | 2011-2012 |

## Palmarès
- Coupe de France Espoirs (1)
  - Troisième: 2012